# Башенка
Башенка (до 2009 года военный городок Сергиев Посад-16) — посёлок в Сергиево-Посадском районе Московской области в составе муниципального образования сельское поселение Шеметовское.

## Население
| 2010 |
| ---- |
| 145  |

## География
Башенка расположена примерно в 19 км на северо-запад от Сергиева Посада, в междуречье Вели и её левого притока Пульмеши.